# 112 – på liv och död
112 – på liv och död var en svensk dokumentärserie där tittarna får följa med 4 olika yrkesgrupper. I serien får man följa med ambulanspersonal, sjukhuspersonal, brandmän och poliser under en helt vanlig dag på jobbet. Städerna där programmet spelas in är Karlskrona, Eksjö, Gävle, Göteborg, Hässleholm, Kristianstad, Mariehamn, Nyköping, Stockholm, Nässjö, Trollhättan, Vänersborg, Västerås, Uddevalla, Åmål och Östersund.
Serien hade premiär den 16 mars 2010 i TV4 Plus (nuvarande Sjuan) där programmet fortfarande går. Den 7 februari 2011 startade tredje säsongen av 112 – på liv och död. Två spinoff sändes under 2011 i samma TV-kanal: 112 – poliser och 112 – luftens hjältar. 
- Säsong 6 hade premiär den 3 september 2012.[1]
- Säsong 7 sändes på Sjuan och hade premiär 25 februari 2013. Vissa avsnitt av säsong 7 repriserades sedan i TV4.
- Säsong 8 hade premiär den 9 september 2013.
- Säsong 9 hade premiär den 27 januari 2014 på Sjuan 20.00.
- Säsong 10 hade premiär den 1 september 2014 på Sjuan 20.00.

## Källhänvisningar
1. ↑  Stark start för "112 – på liv och död", Dagens Media, 4 september 2012